# Francesco Bianconi
Francesco Bianconi (Montepulciano, 25 maggio 1973) è un cantautore, polistrumentista, scrittore e compositore italiano, frontman del gruppo musicale toscano Baustelle.

## Biografia
Frequenta il Liceo Scientifico “Antonio da Sangallo” a Montepulciano, prima di trasferirsi a Siena per gli studi universitari in Scienze della comunicazione, dove si laurea in Semiotica delle arti, con Omar Calabrese, con una tesi su “Arte e sigle tv”. A metà anni novanta forma con Claudio Brasini, Rachele Bastreghi, Mirko Cappelli, Michele Angiolini e Fabrizio Massara il primo embrione dei Baustelle. Nel 2000 esce il primo album della band, Sussidiario illustrato della giovinezza. Nello stesso anno Bianconi si trasferisce a Milano per lavorare come giornalista per una rivista di botanica-giardinaggio; successivamente collaborerà con altri giornali.

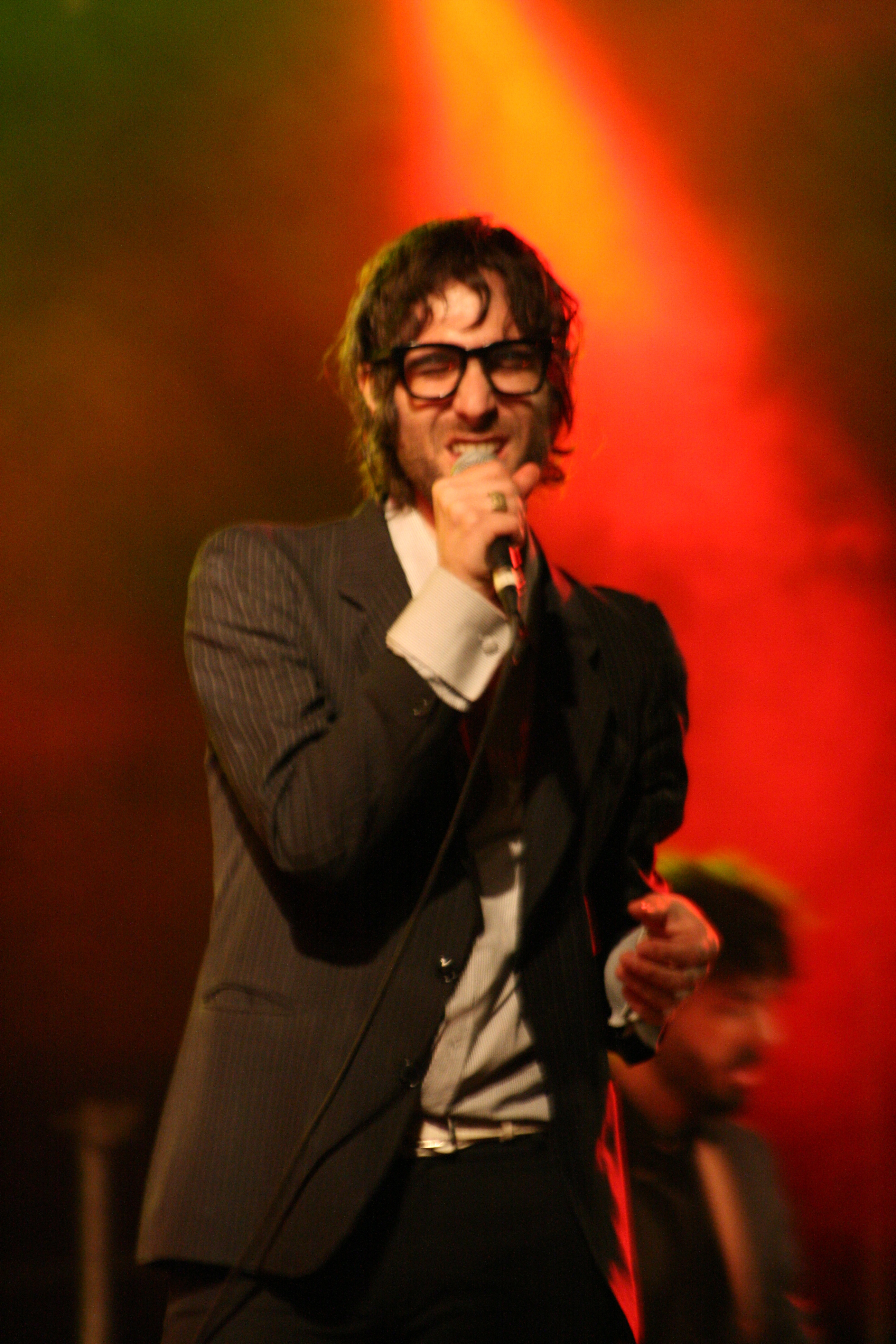
Francesco Bianconi al concerto dei Baustelle a Villa Ada, Roma (2008)

I primi dischi sono per etichette di musica indipendente. Nel frattempo, nonostante la separazione fisica dal gruppo, la cui base rimane a Montepulciano, nel 2003 viene pubblicato il secondo album, La moda del lento. Nello stesso anno, insieme a Rachele Bastreghi, partecipa ai cori dell'album La verità sul tennis dei Virginiana Miller. Gli album successivi dei Baustelle (fino al 2018) sono etichettati Warner: La malavita, pubblicato nel 2005, Amen (2008), I mistici dell'Occidente (2010), Fantasma (2013), L'amore e la violenza (2017) e L'amore e la violenza - Vol. 2 (2018).
Partecipa direttamente alla stesura delle idee per i videoclip dei Baustelle collaborando coi vari registi. Nel 2008 presta la voce per i primi due versi de L'orso, brano degli Egokid. Il cantante del gruppo, Diego Palazzo, ha fatto da turnista suonando la chitarra durante i live dei Baustelle ed ha collaborato con la band nell'album Fantasma.
Bianconi è autore di brani per altri artisti. Ha collaborato con Syria nella canzone Bonnie & Clyde (cover di un brano di Serge Gainsbourg contenuta nell'album Non è peccato), e ha scritto con Irene Grandi la hit Bruci la città interpretata dalla cantante fiorentina, per la quale ha fatto anche da comparsa nel successivo video di Sono come tu mi vuoi. Ha scritto per Paola Turci e Noemi, ed è sua la colonna sonora del film Giulia non esce la sera (2009), di Giuseppe Piccioni con Valerio Mastandrea e Valeria Golino. Per Irene Grandi ha scritto anche La cometa di Halley, canzone presentata al Festival di Sanremo 2010 (di questo pezzo, come di “Bruci la città”, Bianconi pubblicherà anche le sue versioni demo), mentre per Anna Oxa il brano La tigre contenuto nell'album Proxima. Nel 2009 collabora con i Perturbazione nella canzone Sobborghi, contenuta nella raccolta Le città viste dal basso.
Nel maggio 2011 esordisce nel mondo letterario con il romanzo Il regno animale, che sarà musicato da Absent (ossia Ettore Bianconi, fratello di Francesco) nell'album Sonorizza: il regno animale. Nel 2012 duetta con Pacifico nella canzone Infinita è la notte, contenuta nell'album Una voce non basta.
Nello stesso anno compare in un ruolo secondario nel film Workers - Pronti a tutto di Lorenzo Vignolo, lo stesso regista dei videoclip di Love Affair, Arriva lo ye-ye, La guerra è finita, Un romantico a Milano e Le rane. Bianconi interpreta un giocatore di poker impegnato in una partita contro Francesco Pannofino e Alessandro Tiberi. Sempre nel 2012 collabora con Carlo D'Amicis, scrivendo un racconto contenuto nel suo libro C'è un grande prato verde (Manni Editore).
Nel 2013 ha scritto i testi delle canzoni Il futuro che sarà, interpretata da Chiara Galiazzo che la porta in gara al Festival di Sanremo 2013 e inserita nell'album Un posto nel mondo, e Le cose, interpretata dai Musica Nuda e contenuta nell'album Banda larga. Nello stesso anno ha scritto la prefazione del libro di Michele Monina Con Garbo (Crac Edizioni), dedicato a Garbo.
Nel 2014 collabora come coautore, compositore e produttore alla realizzazione dell'ottavo album da solista di Mario Venuti, dal titolo Il tramonto dell'Occidente.
Nel 2015 collabora con Paola Turci come autore e cantante nel brano Io sono inserito nell'album omonimo, con Bobo Rondelli per Come i carnevali, con Dimartino per Un paese ci vuole e con Eros Ramazzotti per Alla fine del mondo. Il 9 giugno 2015 pubblica il suo secondo romanzo La resurrezione della carne. Nei primi mesi del 2016 realizza un audiolibro con la lettura del libro Kitchen Confidential - Avventure gastronomiche a New York, scritto dallo chef statunitense Anthony Bourdain. È coautore, insieme a Kaballà, del brano Le canzoni fanno male di Marianne Mirage, in gara nella sezione "Nuove proposte" al Festival di Sanremo 2017.

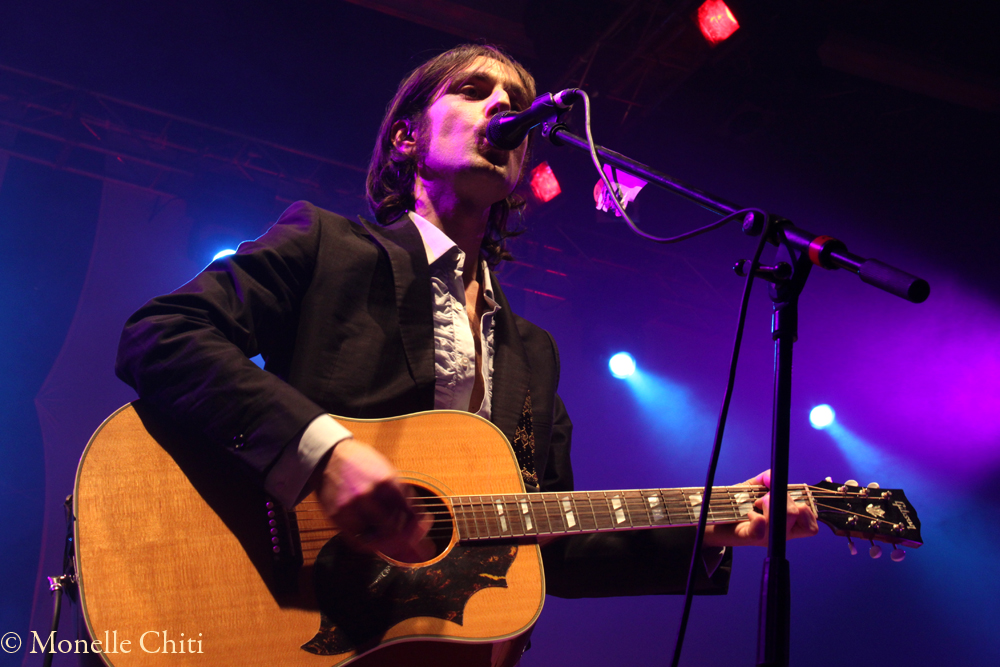
Francesco Bianconi a Milano nel 2010

È tra gli autori dell'album Amore gigante di Gianna Nannini e coautore del brano Le parole sono niente di Umberto Tozzi, inedito inserito nella raccolta 40 anni che Ti amo. Il 2 ottobre 2017 partecipa al reading televisivo di Alessandro Baricco Furore, dal libro di John Steinbeck, andato in onda su Rai 3 in occasione della giornata mondiale delle vittime dell'immigrazione. Inoltre scrive la prefazione del libro Il modo di dire addio, volume che raccoglie interviste e pensieri del cantautore canadese Leonard Cohen, pubblicato a un anno di distanza dalla sua morte, e del libro Per il verso giusto di Simone Lenzi. Nel 2019 è tra i co-autori di È un'altra cosa di Francesco Gabbani.
Il 13 marzo 2020 esce il suo primo singolo da solista intitolato Il bene. Il 16 ottobre esce il suo primo album da solista, intitolato Forever (con l'etichetta Ponderosa Music e la distribuzione di BMG Rights Management) e anticipato dai due singoli L'abisso e Certi uomini. In quest'ultima è presente un passaggio dove Bianconi attacca le tre major tra cui anche l'ex casa discografica dei Baustelle, la Warner Music ("I cantanti ucciderebbero per apparire / In un programma in televisione / Dove i discografici morti della Warner, della Universal e della Sony / Poi gli pubblicano la canzone"), suscitando una risentita replica di Marco Alboni, Presidente e amministratore delegato della Warner Music Italia dal 2013 al 2022. In seguito pubblica anche il videoclip de Il mondo nuovo. In tour viene accompagnato dalla propria band di supporto, La sua stupefacente band.
Il 28 gennaio 2022 esce il secondo album da solista Accade, omaggio al cantautorato italiano ma anche ponte tra stili musicali apparentemente molto lontani (cover di Playa di Baby K, reincisa in versione ballad assieme alla stessa cantante), e diverse canzoni scritte per altri artisti come Bruci la città. Il 19 aprile 2022 pubblica Perduto insieme a te in cui duetta con Malika Ayane. Il 1º gennaio 2023, Rolling Stone Italia inserisce la canzone al quarto posto nelle migliori dieci dell'anno passato.
Il 30 aprile 2022 è stato insignito del Premio Nazionale di Narrativa Bergamo per il romanzo Atlante delle case maledette. Il 20 maggio 2022 esce in Italia e in Francia il nuovo singolo Ciao insieme a Clio, cantante e musicista francese. La fine del 2022 segna invece per il cantautore di Montepulciano il ritorno al progetto dei Baustelle, con il disco Elvis (2023) pubblicato con la BMG.
Sempre lo stesso anno è inoltre coautore del brano Sali (canto dell'anima) presentato da Anna Oxa al Festival di Sanremo 2023.

## Vita privata
Ha una figlia, Anna, nata nel 2013, da una relazione terminata nel 2016, a cui ha dedicato la canzone Ragazzina contenuta nel disco dei Baustelle L'amore e la violenza (2017). In seguito ha dichiarato di avere una nuova compagna. Vive a Milano con lei.
Nonostante un costante interesse artistico e personale per tematiche religiose e simbologie spirituali, ha dichiarato di essere un "ateo in ricerca", «insoddisfatto del materialismo [...] ma chi l'ha detto che bisogna ricercare? Battiato scrive in un libretto della sua opera Genesi: "per credere non bisogna avere fede, forse basterebbe a volte sentire". [...] Non credo ad alcuna vita dopo la morte [...] Io non mi sono convertito ma mi piacerebbe abbandonare ogni forma di ricerca e semmai arrivare a Dio senza dover passare da religioni e ricerche. La conclusione di Giordano Bruno alla fine è quella di un monaco tibetano: Dio è nelle cose, in tutto. Dio come qualcosa che dipenda da come tu vedi le cose: per esempio accettarle, grazie a questo sentire».
Il 20 maggio 2024, il padre Ilvo perde la vita investito da un'auto, a Montepulciano (SI).

## Discografia

### Da solista

#### Album
- 2020 – Forever
- 2022 – Accade

#### Singoli
- 2020 – Il bene
- 2020 – L'abisso
- 2020 – Certi uomini
- 2021 – Il mondo nuovo
- 2022 – Playa (con Baby K)
- 2022 – Perduto insieme a te (con Malika Ayane)
- 2022 – Ciao (con Clio)

## Collaborazioni

### Autore per altri artisti
Brani di cui è autore o co-autore per altri artisti 
| Anno | Canzone                  | Artista           | Album                         |
| ---- | ------------------------ | ----------------- | ----------------------------- |
| 2005 | Bonnie & Clyde           | Syria             | Non è peccato                 |
| 2007 | Bruci la città           | Irene Grandi      | Irenegrandi.hits              |
| 2009 | La mangiatrice di uomini | Paola Turci       | Attraversami il cuore         |
| 2009 | Per colpa tua            | Noemi             | Sulla mia pelle               |
| 2009 | Per pochi attimi         | Marti             | Better Mistakes               |
| 2010 | La cometa di Halley      | Irene Grandi      | Alle porte del sogno          |
| 2010 | La tigre                 | Anna Oxa          | Proxima                       |
| 2012 | Utopia                   | Paola Turci       | Le storie degli altri         |
| 2013 | Le cose                  | Musica Nuda       | Banda larga                   |
| 2013 | Il futuro che sarà       | Chiara Galiazzo   | Un posto nel mondo            |
| 2015 | Io sono                  | Paola Turci       | Io sono                       |
| 2015 | Cinque petali di rosa    | Alex Britti       | In nome dell'amore - Volume 1 |
| 2017 | New York City Boy        | Chiara Civello    | Eclipse                       |
| 2017 | Le canzoni fanno male    | Marianne Mirage   | Le canzoni fanno male         |
| 2019 | Atlante                  | Marianne Mirage   | Vite private                  |
| 2019 | Un altro diavolo         | Marianne Mirage   | Vite private                  |
| 2019 | È un'altra cosa          | Francesco Gabbani | Viceversa                     |
| 2022 | Chiedimi                 | Nudha             | Nudha                         |
| 2023 | Sali (canto dell'anima)  | Anna Oxa          | -                             |
| 2023 | Viale Regina Margherita  | Maria Antonietta  | La Tigre Assenza              |
| 2023 | La musica è finita       | Motta             | La musica è finita            |
| 2024 | Universo                 | Irene Grandi      | -                             |
| 2025 | Ho provato tutto         | Patty Pravo       | -                             |

### Cantante
- Lotus – Nessuno è innocente dall'album Nessuno è innocente (2003)
- Virginiana Miller – La verità sul tennis (2003)
- Syria – Bonnie & Clyde dall'album Non è peccato (2005)
- Scarc – Un graffio feat. Francesco Bianconi e Rachele Bastreghi, dall'album-tributo ConGarbo (2006)
- Egokid – L'orso dall'album Minima storia curativa (2008)
- Perturbazione – Sobborghi (cover di Piero Ciampi) dall'album Le città viste dal basso (2009)
- Gennaro Cosmo Parlato – Canzone appassiunata, dall'album Terra mia (2011)
- Pacifico – Infinita è la notte, dall'album Una voce non basta (2012)
- Mario Venuti – Ite Missa Est (con Giusy Ferreri) e Passau a cannalora, dall'album Il tramonto dell'occidente (2014)
- Dimartino – Una storia del mare, dall'album Un paese ci vuole (2015) - anche coautore
- Fwora Jorgensen aka Mirco Mariani – Cavallo bianco e Le notti bianche, dall'album Fwora Jorgensen (2019)
- 19m40s - Storia di Pinocchio, dall'album  Pinocchio (2020)
- Cattaneo - Italiano per stranieri (2023)
- Amalfitano - Fosforo (2024)
- Levante - Memo, da Manuale distruzione - 10 anni dopo (2024)

### Autore, musicista e produttore
- Mario Venuti – Il tramonto dell'Occidente (2014)
- Bobo Rondelli – Come i carnevali (2015)
- Lucio Corsi – Cosa faremo da grandi? (2020)

## Opere letterarie
- Il regno animale, Arnoldo Mondadori Editore, 2011
- La resurrezione della carne, Arnoldo Mondadori Editore, 2015
- I musicisti arrivano già stanchi negli hotel. Fotodiario intimo di Baustelle in movimento, con Rachele Bastreghi e Claudio Brasini, fotografie di Gianluca Moro, La nave di Teseo, 2019
- Atlante delle case maledette, illustrazioni di Paolo Bacilieri, Rizzoli Lizard, 2021

## Filmografia
- Workers - Pronti a tutto, regia di Lorenzo Vignolo (2012)
- Quasi a casa, regia di Carolina Pavone (2024)

## Premi

### Letteratura
- Premio Nazionale di Narrativa Bergamo (2022)